# Cudoniella tenuispora
Cudoniella tenuispora är en svamp som först beskrevs av Mordecai Cubitt Cooke och George Edward Massee, och fick sitt nu gällande namn av Dennis 1974. Arten ingår i släktet Cudoniella och familjen Helotiaceae.  Arten är reproducerande i Sverige. Inga underarter finns listade i Catalogue of Life.